# Szent Márk tér
A Szent Márk tér Velence egyik legismertebb közterülete, amely a város déli tengeröböl felőli szélén található. Arculatát nagymértékben meghatározzák az olyan, a teret körbevevő épületek, mint a Szent Márk-székesegyház, a Dózsepalota vagy a Museo Correr.